# Pradillo (métro de Madrid)
Pradillo est une station de la ligne 12 du métro de Madrid. Elle est située sous la place du Pradillo, à Móstoles, dans la communauté de Madrid.

## Situation sur le réseau
Établie en souterrain, la station Pradillo est située sur la ligne 12 du métro de Madrid, entre Hospital de Móstoles et Móstoles Central.

## Histoire
La station est inaugurée le 11 avril 2003, à l'occasion de la mise en service de la ligne.